# UCI Africa Tour 2006
L'UCI Africa Tour 2006 fu la seconda edizione dell'UCI Africa Tour, uno dei cinque circuiti continentali di ciclismo dell'Unione Ciclistica Internazionale. Era composto da dieci corse che svolsero tra ottobre 2005 e settembre 2006 in Africa.

## Calendario

### Ottobre 2005
| Data | Prova        | Cat. | Vincitore         | Squadra    |
| ---- | ------------ | ---- | ----------------- | ---------- |
| 26-6 | Tour du Faso | 2.2  | Jérémie Ouédraogo | Café Samba |

### Dicembre 2005
| Data | Prova                        | Cat. | Vincitore      | Squadra   |
| ---- | ---------------------------- | ---- | -------------- | --------- |
| 6    | Campionati africani-Crono    | CC   | Alex Pavlov    | Sudafrica |
| 9    | Campionati africani-In linea | CC   | Rupert Rheeder | Sudafrica |

### Gennaio
| Data  | Prova                     | Cat. | Vincitore       | Squadra    |
| ----- | ------------------------- | ---- | --------------- | ---------- |
| 12-15 | La Tropicale Amissa Bongo | 2.2  | Jussi Veikkanen | fdjeux.com |

### Febbraio
| Data  | Prova                 | Cat. | Vincitore      | Squadra            |
| ----- | --------------------- | ---- | -------------- | ------------------ |
| 11-19 | Tour d'Égypte         | 2.2  | Il'ja Černyšov | Cycling Team Capec |
| 15    | Nedbank Cycle Classic | 1.2  | Ermin van Wyk  | Cycletech          |
| 25-11 | Tour du Cameroun      | 2.2  | Pavel Nevdach  | Brisaspor          |

### Marzo
| Data | Prova         | Cat. | Vincitore    | Squadra             |
| ---- | ------------- | ---- | ------------ | ------------------- |
| 8-12 | Giro del Capo | 2.2  | Peter Velits | Team Konica Minolta |

### Maggio
| Data  | Prova           | Cat. | Vincitore         | Squadra    |
| ----- | --------------- | ---- | ----------------- | ---------- |
| 15-21 | Boucle du Coton | 2.2  | Jérémie Ouédraogo | Café Samba |

### Settembre
| Data | Prova           | Cat. | Vincitore       | Squadra |
| ---- | --------------- | ---- | --------------- | ------- |
| 7-17 | Tour du Sénégal | 2.2  | Lukasz Podolski |         |

## Classifiche
Risultati finali.
| Pos. | Corridore            | Squadra   | Punti |
| ---- | -------------------- | --------- | ----- |
| 1    | Jérémie Ouedraogo    |           | 216   |
| 2    | Rupert Rheeder       |           | 209   |
| 3    | Abdul Wahab Sawadogo |           | 121   |
| 4    | Bakhtyar Mamyrov     |           | 101   |
| 5    | Pavel Nevdakh        |           | 96    |
| 6    | Lukasz Podolski      |           | 88    |
| 7    | David George         | Relax-GAM | 86    |
| 8    | Saidou Rouamba       |           | 83    |
| 9    | Jacques Fullard      |           | 80    |
| 10   | Darren Lill          |           | 77    |

| Pos. | Squadra                    | Punti |
| ---- | -------------------------- | ----- |
| 1    | Cycling Team Capec         | 130   |
| 2    | Team Konica-Minolta        | 114   |
| 3    | Relax-GAM                  | 86    |
| 4    | Team Barloworld            | 38    |
| 5    | Jartazi-7Mobile            | 24    |
| 6    | Team Wiesenhof-Akud        | 21    |
| 7    | Dukla Trenčín              | 17    |
| 8    | Marco Polo Cycling Team    | 17    |
| 9    | Krolstone Continental Team | 4     |
| 10   | Team Lamonta               | 2     |

| Pos. | Squadra        | Punti |
| ---- | -------------- | ----- |
| 1    | Sudafrica      | 985   |
| 2    | Burkina Faso   | 536   |
| 3    | Egitto         | 172   |
| 4    | Zimbabwe       | 160   |
| 5    | Costa d'Avorio | 140   |
| 6    | Marocco        | 138   |
| 7    | Angola         | 78    |
| 8    | Camerun        | 77    |
| 9    | Mauritius      | 70    |
| 10   | Tunisia        | 48    |